# Алиса Радаковић
Алиса Радаковић (рођена 14. јула 1998), српска филмска, телевизијска и позоришна глумица. Позната је по улози Дијане у филму и серији Златни дечко, и улози Наде Шакић у серији Дара из Јасеновца.

## Биографија
Студирала је на Факултету драмских уметности у Београду, у класи професорке Биљане Машић. Још као студенткиња остварила је улоге у серијама Швиндлери и Дара из Јасеновца.

## Филмографија
| Год.           | Назив               | Улога      | Напомена         |
| -------------- | ------------------- | ---------- | ---------------- |
| 2019.          | Швиндлери           | Јагода     | ТВ серија        |
| 2020.          | Име народа          | Девојка    | филм и ТВ серија |
| 2020.          | Дара из Јасеновца   | Нада Шакић | филм и ТВ серија |
| 2021.          | Кидање              | Јована     | филм             |
| 2022.          | Златни дечко        | Дијана     | филм и ТВ серија |
| 2023.          | Олуја               | Марија     | филм и ТВ серија |
| 2023.          | Пешчане плаже Марса | Марија     | филм             |
| 2023.          | Чувари формуле      | Роса       | филм             |
| 2023.          | Срце                | Она        | филм             |
| 2023.          | Тиха вечера         |            | филм             |
| постпродукција | Жал                 | Ана        | филм             |